# Histoire de l'Amérique centrale

Amérique centrale préhispanique vers 1500.

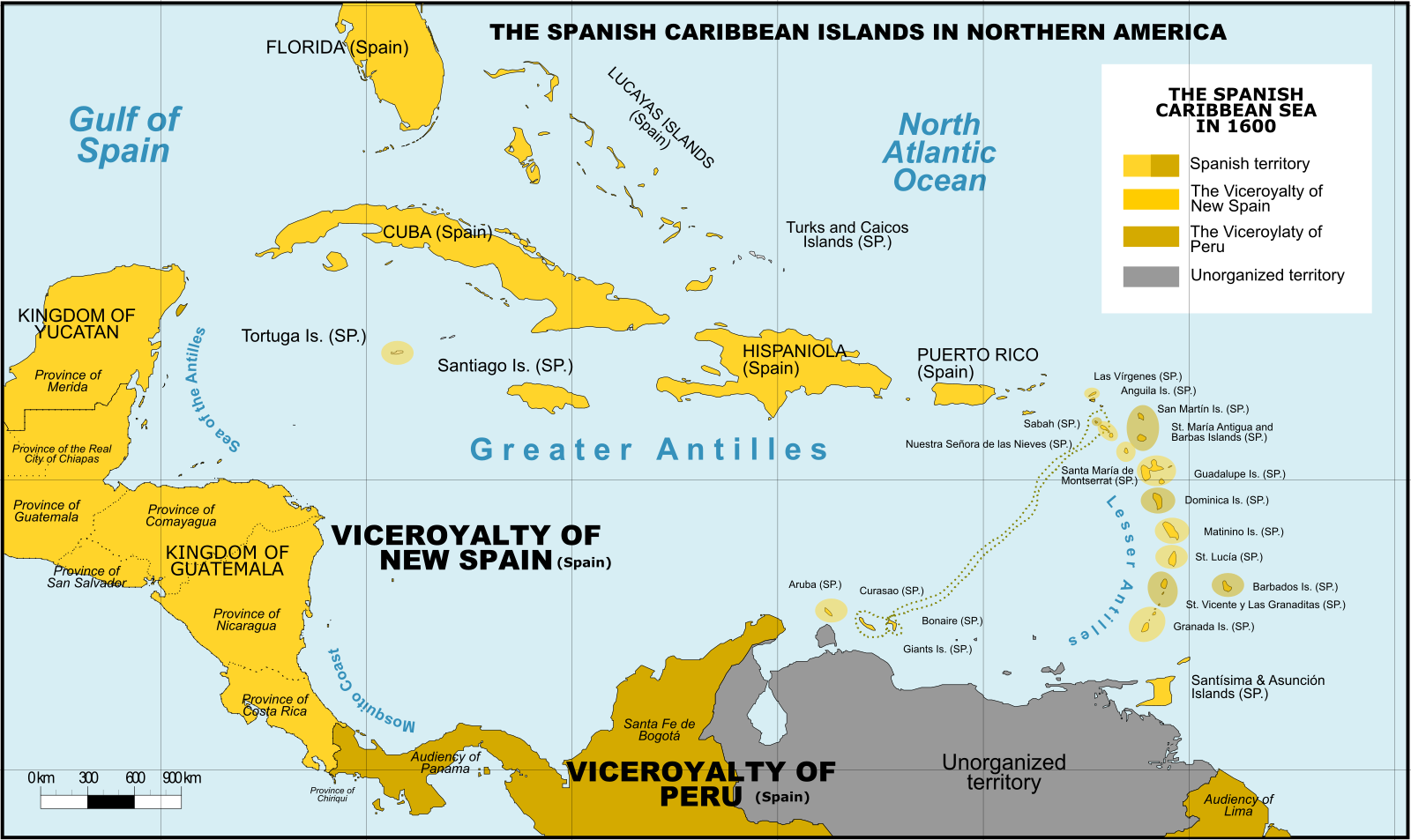
Mésoamérique et espace Caraïbe vers 1600.

Vice-royauté de Nouvelle-Espagne, 1819.

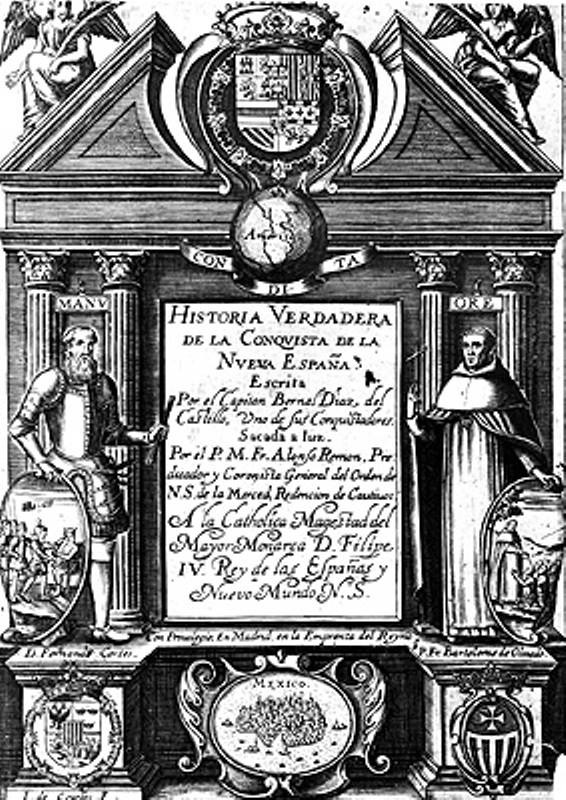
Couverture de la Véritable Histoire de la Conquête de la Nouvelle-Espagne par Bernal Díaz del Castillo (1632).

Au cours de l'époque précolombienne, les territoires de l'Amérique centrale sont occupés par des sociétés autochtones assurant la transition entre les civilisations mésoaméricaines et celles de l'Amérique du Sud. L'Histoire de l'Amérique centrale prend un certain relief à partir de l'exploration et de la colonisation espagnoles.

## Conquête et domination espagnole
Du XVIe siècle au début du XIXe siècle, l'Amérique centrale dite "historique" correspond à la capitainerie générale du Guatemala, parfois connue sous le nom de royaume du Guatemala. Cette entité comprend les États actuels du Guatemala, de El Salvador, du Honduras, du Nicaragua et du Costa Rica en plus de l’État (aujourd'hui mexicain) du Chiapas. Le Panamá est quant à lui rattaché à la vice-royauté du Pérou puis de Nouvelle-Grenade à sa création en 1717. Les limites et le nom de la capitainerie générale ont varié à plusieurs reprises. Administrativement, la capitainerie dépend de la vice-royauté de Nouvelle-Espagne ; elle est donc placée sous le contrôle du vice-roi qui siège à Mexico. Cependant, dans les faits, son statut d'audiencia mayor la place sous l'autorité directe de Madrid. Initialement installée à Santiago de los Caballeros de Guatemala, fondée en 1543 (aujourd'hui appelée la Antigua Guatemala), la capitale est transférée à son site actuel de Nueva Guatemala de la Asunción en 1773 à la suite d'un séisme.
Au temps de la Constitution de Cadix (1812-1814 et 1820-1821), le royaume du Guatemala est dissous et est remplacé par deux provinces indépendantes : la province du Guatemala et la province du Nicaragua et Costa Rica. En 1821, à la veille de l'indépendance, la province du Guatemala est elle-même divisée en quatre provinces : Guatemala,  Chiapas, El Salvador et Honduras.

## L'indépendance
En 1821, le Chiapas proclame son indépendance par rapport à l'Espagne. Cette décision est imitée le 15 septembre 1821 par la province du Guatemala, puis par les autres provinces. La date est encore considérée comme le jour anniversaire de l'indépendance par tous les pays d'Amérique centrale. Le gouverneur de la province du Guatemala, Gabino Gaínza, devient le chef de la junte regroupant les anciennes provinces et signe à ce titre l'Acte d'indépendance de l'Amérique centrale.
Par un vote à la majorité des municipalités des anciennes provinces, toute l'Amérique centrale (hors le Panama) est annexée au Premier Empire mexicain d'Agustín de Iturbide qui avait acquis son indépendance en août. Cette décision étant contestée par certaines municipalités, notamment au Salvador, le Mexique envoie le 12 juin 1822 une armée d'occupation au Guatemala et au Salvador sous les ordres du général Vicente Filísola. L'Empire mexicain ne va durer qu'une année et la République mexicaine naissante laisse aux provinces d'Amérique centrale le soin de déterminer leur propre destin. À l'exception du Chiapas qui opte pour un rattachement avec le Mexique, les autres provinces décident leur indépendance absolue de l'Espagne, du Mexique, ainsi que de toute autre nation étrangère, s'érigent en républiques associées au sein d'une fédération. L'Assemblée nationale des Provinces-Unies d'Amérique centrale adopte la constitution le 1er juillet 1823.

## 1823-1839: fédéralisme
La nouvelle république fédérale d'Amérique centrale comprend les États (actuels) du Guatemala, El Salvador, Honduras, Nicaragua et Costa Rica. Les libéraux centraméricains portaient de grands espoirs en la fédération qui devait transformer l'Amérique centrale en une nation moderne et démocratique, enrichie commercialement par sa situation géographique exceptionnelle autorisant des liaisons aisées entre les deux océans Atlantique et Pacifique. Ces aspirations se reflètent dans les emblèmes choisis : le drapeau avec une bande blanche (l'isthme) entre deux bandes bleues (les océans) ; le blason aux cinq montagnes (une pour chaque État), le bonnet phrygien, emblème de la Révolution française.
Cependant, une série de confrontations, de guerres civiles et la tendance isolationniste des conservateurs vont mettre en échec la fédération. L'anarchie culmine avec le renversement du gouvernement fédéral de Manuel José Arce en 1829. Entre 1830 et 1839, le hondurien Francisco Morazán tente de sauver la fédération, mais le Nicaragua fait sécession le 30 avril 1838, le Honduras emboîte le pas le 6 octobre et le Costa Rica le 14 novembre. L'année suivante, c'est le Guatemala qui reprend sa souveraineté en réabsorbant l'État de Los Altos, qui s'en était détaché provisoirement. Le Salvador attendra 1841 pour acter le fait accompli de la dissolution.

## Tentatives ultérieures d'union centraméricaine
Plusieurs tentatives ont été faites pour reconstituer une union des États d'Amérique centrale.
- 1842 : Francisco Morazán s'empare du pouvoir au Costa Rica et essaie de rétablir l'union par la force. Il y laisse la vie le 15 septembre de la même année.
- 1842-1846 : le pacte d'union de Chinandega constitue une Confédération d'Amérique centrale associant le Salvador, le Honduras et le Nicaragua qui va durer deux années.
- 1849-1852 : une seconde tentative avec les mêmes acteurs.
- 1885 : le président guatémaltèque Justo Rufino Barrios tente d'unir la région par la force mais meurt en combattant l'armée salvadorienne.
- 1896-1898 : le Salvador, le Honduras et le Nicaragua s'unissent dans une grande république d'Amérique centrale.
- 1921-1922 : une fédération d'Amérique centrale est formée du Guatemala, du Salvador et du Honduras.

En 1903, après la séparation de Panama de la Colombie, la nouvelle république du Panama est insérée dans le territoire géopolitique de l'Amérique centrale et participe aux efforts d'intégration avec ses voisins.

## Évolution récente
Depuis 1991, l'intégration politique et économique de la région se fait progressivement, selon le modèle européen. Certaines institutions régionales, comme un parlement centraméricain et une cour de justice régionale, ont été créées ces trente dernières années mais la création d'un État fédéral n'est pas à l'ordre du jour.

### Source
- (es) Cet article est partiellement ou en totalité issu de l’article de Wikipédia en espagnol intitulé « Historia de Centroamérica » (voir la liste des auteurs).

#### avant 1500
- Civilisations précolombiennes, arts précolombiens
- Périodisation de la Mésoamérique
- Civilisation maya, bibliographie thématique maya
- Mésoaméricanistes par siècle (en)
- Liste d'ouvrages sur l'Amérique précolombienne classés par thème
- Zone isthmo-colombienne (en), principalement de langues chibchanes

#### 1500
- Colonisation espagnole de l'Amérique, Empire espagnol (1492-1975), Tierra Firme (1498–1514, 1539–1543)
- Colonisation européenne des Amériques, commerce triangulaire, exclusif colonial
- Conseil des Indes (1511-1834), Relations économiques entre l'Amérique espagnole et l'Europe, Quinto real
- Archives générales des Indes, Chroniqueur des Indes
- Lois des Indes : Lois de Burgos (1512), Leyes Nuevas (1542), Bartolomé de las Casas (1484-1566)
- 1531-1821 : Nouvelle-Espagne, Nouvelle-Galice
  - Capitainerie générale du Guatemala (1542-1821)
  - Liste des vice-rois de Nouvelle-Espagne
  - Nouvelle-Biscaye (1554-1786, Nord-Mexique), Nouvelle-Estrémadure (1674-1821, Texas et Nord-Mexique), Nouveau royaume de Léon (1565/1582-1821)
  - Nouvelles-Philippines (1680-1821, Texas espagnol), Nouvelle-Santander (1746-1822)...
- Bannière de Hernán Cortés
- Tribut indigène
- Indios auxiliares (troupes indiennes auxilaires)
- Réduction (missions catholiques), Encomienda
- Corregimiento, Adelantado, Asiento
- Les Californies (1768-1804), Histoire de la Californie

#### 1800
- Haute-Californie (1804-1836), Basse-Californie (1804-1824)
- Crise politique de 1808 en Nouvelle-Espagne
- Armée royaliste en Nouvelle-Espagne (es) (1810-1829)
- Évolution territoriale du Mexique
- Décolonisation de l'Amérique
- Bolivarisme, Simón Bolívar (1783-1830)
- Indépendance de l’Amérique centrale (1821)
- Premier Empire mexicain (1821-1823)
- Provinces-Unies d'Amérique centrale (1823-1824) (es)
- République fédérale d'Amérique centrale (1823/24-1839)
- Présidents de Centramérique (es) (1821-1839)
- Guerre civile centraméricaine (es) (1827-1829)
- Intervention américaine dans les coups d'État en Amérique latine

#### 1900
- Pax Americana (1945-), Guerre froide (1947c-1991c)
- École militaire des Amériques (1946, Fort Moore)
- Marché commun centraméricain (1962, MCCA)
- Opération Condor (1975c-1985c)
- Archives de la terreur (1954-1989), Vols de la mort, Desaparecidos (1976-1983, Argentine)
- Liste de films traitant des dictatures militaires dans les pays latino-américains
- Liste d'œuvres littéraires traitant des dictatures militaires dans les pays latino-américains au XXe siècle
- Consensus de Washington (1980c-2000c)
- Crise de la dette des pays en voie de développement (1980c-)
- Système d'intégration centraméricain (1991-)
- Marché commun du Sud (1991-, Mercosur/Mercosul)
- Parlement centraméricain (1991-)

#### 2000
- Alliance bolivarienne pour les Amériques (2004, ALBA)
- Vague conservatrice (2010c-)
- Études latino-américaines
- Intégration latinoaméricaine